# Karol Englisch
Karol Englisch, także: Karol Artur Englisch-Payne (ur. 13 lipca 1881 w Krakowie, zm. 13 kwietnia 1945 w Stein an der Donau w Austrii) – polski prawnik, pracownik administracji państwowej. Jeden z najwybitniejszych polskich taterników w historii zdobywania Tatr.

## Życiorys
Ojciec Karola Englischa był Polakiem, matka Austriaczką, urodzoną w Krakowie i dobrze mówiącą po polsku. Sam Karol wychowywał się w Krakowie i uczęszczał do polskich szkół. Zawsze uważał się za Polaka, a swoje uczucia patriotyczne okazywał wielokrotnie, bądź to w sposób manifestacyjny (np. rozwijając w 1902 r. polską flagę na zdobytym Ostrym Szczycie), bądź (w późniejszych latach) w sposób mniej rzucający się w oczy, pracując na rzecz polskiej racji stanu.
W latach 1899–1903 studiował prawo na Uniwersytecie Jagiellońskim, gdzie też w 1905 r. uzyskał doktorat w tej dziedzinie. Od 1903 r. pracował w urzędach państwowych we Lwowie i w Wiedniu. W 1919 r. był rzeczoznawcą przy polskiej delegacji na konferencję pokojową w Paryżu. W 1920 r. został docentem Uniwersytetu Jagiellońskiego z zakresu statystyki, ale nie prowadził zajęć dydaktycznych. Od 1920 mieszkał w Wiedniu.
W Tatry wyprowadziła go jako 15-letniego chłopca jego matka Antonina Englischowa. Englisch uprawiał początkowo taternictwo z przewodnikami (głównie ze spiskim przewodnikiem Johannem Hunsdorferem seniorem), później już bez ich pomocy, a nawet samotnie. Dużo wspinał się również ze swoją matką. Interesowało go zwłaszcza wymazywanie ostatnich białych plam na mapie Tatr: w latach 1896–1903 wszedł jako pierwszy na ponad 30 szczytów i turni tatrzańskich, przyspieszając tym samym zdecydowanie zamknięcie okresu taternictwa „zdobywczego”.
Od 1898 r. rozwinął też ożywioną działalność pisarską. Publikował opisy swych tatrzańskich wypraw początkowo w publikacjach spiskoniemieckich i węgierskich, następnie francuskich (od 1902 r.) oraz polskich (od 1902 r.).
W latach międzywojennych, podczas gdy mieszkał i pracował w Wiedniu, tajnie działał na rzecz polskiego wywiadu. W czasie II wojny światowej działał na rzecz Polskiego Państwa Podziemnego, działając m.in. w strukturach sieci wywiadu dalekiego zasięgu (kryptonim „Stragan”) Komendy Głównej AK. W 1943 za swą działalność antyhitlerowską został w Wiedniu aresztowany przez Gestapo i skazany na śmierć. 6 kwietnia 1945, tuż przed wyzwoleniem, został zamordowany w więzieniu w Stein an der Donau (dzielnica Krems an der Donau) wraz z m.in. Janem Mrózkiem, szefem grupy „WO-1 Południe” tej siatki i wieloma innymi więźniami politycznymi w czasie tzw. Masakry w Stein. Na Cmentarzu Rakowickim w Krakowie znajduje się jego symboliczne miejsce spoczynku (kwatera II, wsch.).

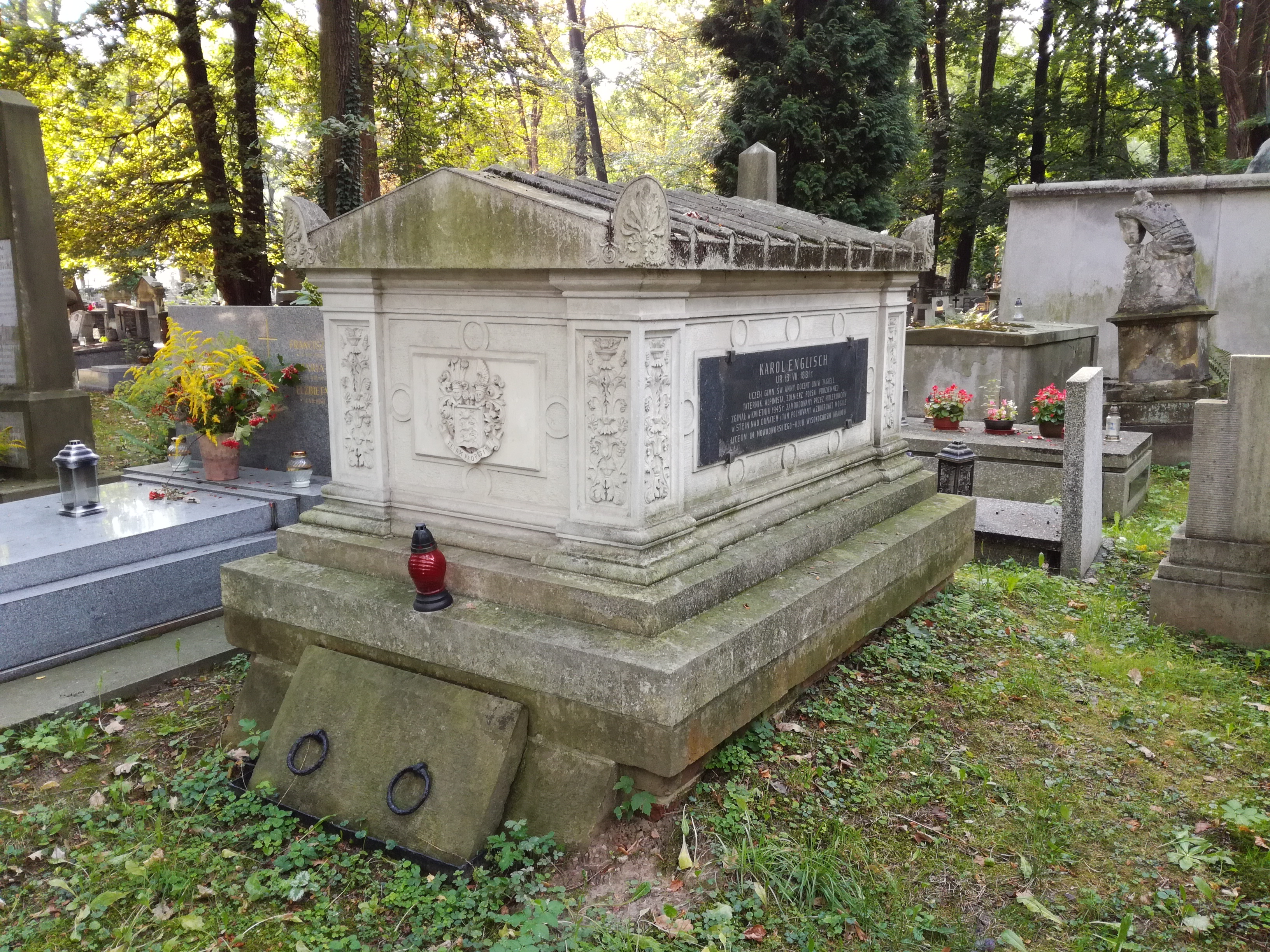
Grób symboliczny Karola Englischa na Cmentarzu Rakowickim